# Cratere de Vaucouleurs
de Vaucouleurs  è un cratere sulla superficie di Marte.